# Polygrapta angulilinea
Polygrapta angulilinea là một loài bướm đêm trong họ Noctuidae.